# Съб Поп
„Съб Поп“ е независим американски музикален лейбъл, основан през 1986 година в Сиатъл. Известен е с популяризирането на гръндж музиката. Лейбълът става световно значим след като подписва с Нирвана, Мъдхъни и Саундгардън в края на 80-те години на 20 век.
Съб Поп продължава да бъде успешен лейбъл и в наши дни като привлича изпълнители като Флийт Фоксис, Бийч Хаус, Шинс, Флайт ъф дъ Конкордс и други.
Въпреки че лейбълът продуцира главно рок групи, през 2009 г. добавя в редиците си хип-хоп групата Шабаз Паласис.